# Medio penique (Moneda decimal irlandesa)
La moneda de medio penique decimal (1⁄2 p) (en irlandés: leathphingin  ) era la denominación más pequeña de la libra irlandesa. Se emitió por primera vez cuando la moneda irlandesa se decimalizó, el 15 de febrero de 1971. Fue uno de los tres nuevos diseños presentados, todos en bronce y con pájaros ornamentales en el reverso. El valor de la moneda se debilitó por la inflación y se produjeron muy pocas más allá de la tirada inicial de 1971. Fue retirado de circulación y desmonetizado el 1 de enero de 1987.
La razón principal por la que se emitieron medios peniques fue que cuando los chelines se decimalizaban, valían cinco nuevos peniques, por lo que seis peniques (medio chelín) daban un valor de 2 1⁄2 peniques nuevos.
Sus dimensiones y apariencia eran las mismas que la moneda británica de la misma denominación que las libras de Gran Bretaña e Irlanda fueron fijadas hasta 1979.
La moneda fue diseñada por el artista irlandés Gabriel Hayes y el diseño está adaptado del manuscrito Cologne Collectio Canonum (Colonia, Dombibliothek Cod. 213) en Colonia. La moneda tiene un diámetro de 1.7145 centímetros y una masa de 1.782 gramos compuesta por cobre, estaño y zinc.
La moneda valía 1⁄200 de una libra irlandesa.
La versión de 1985 de esta moneda es particularmente rara y valiosa para los coleccionistas de monedas: la gran mayoría de los 2.8 millones se fundieron en 1987. La moneda de 1986 solo se produjo para los conjuntos de muestras de 1986 y también es rara.